# Elina Löwensohn

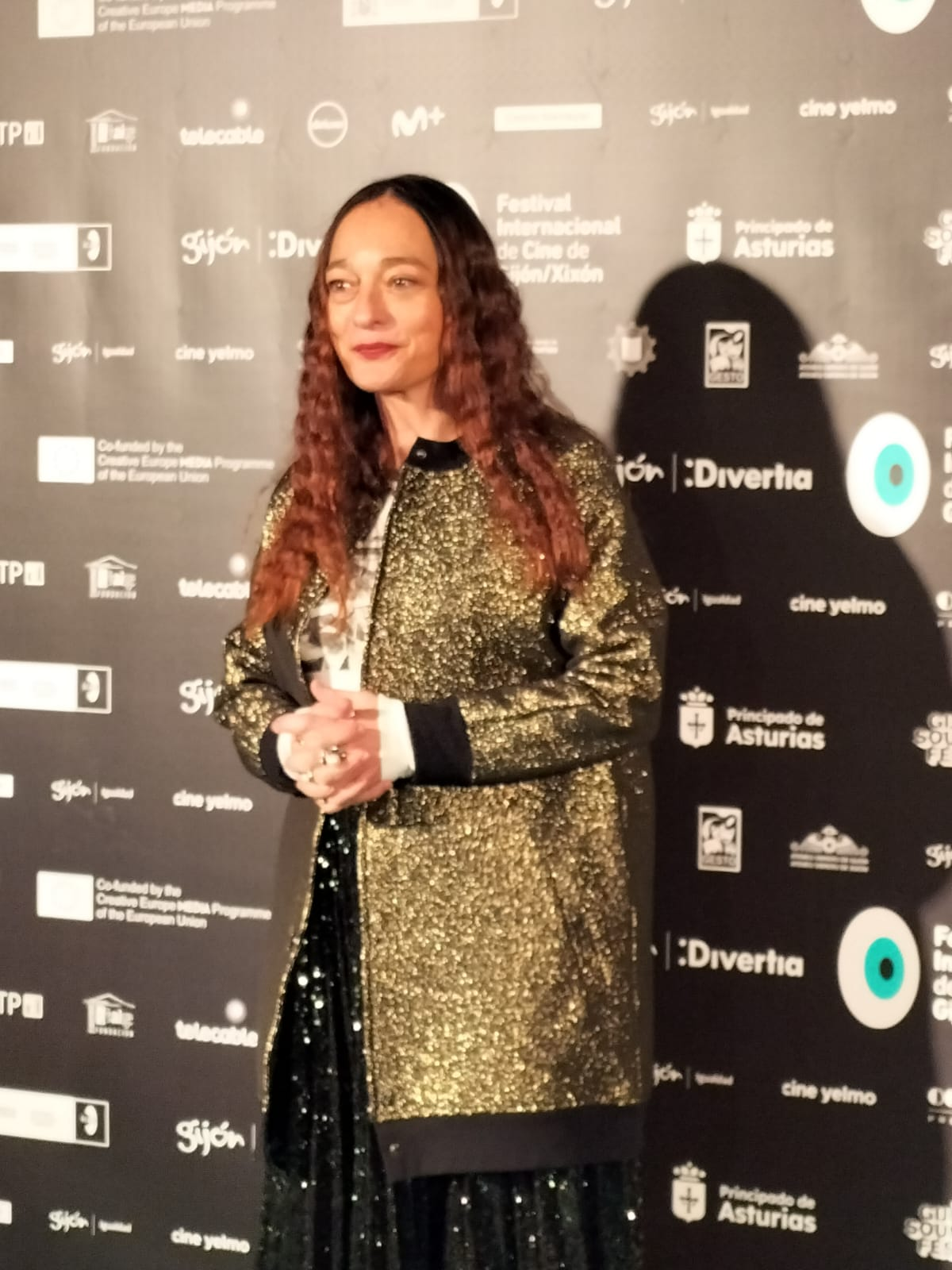
Elina Löwensohn, 2022

Elina Löwensohn (* 11. Juli 1966 in Bukarest) ist eine rumänischstämmige US-amerikanische Schauspielerin.

## Leben
Löwensohn wurde in Bukarest als Tochter einer Tänzerin geboren. Nach dem Tod ihres Vaters, eines ehemaligen KZ-Häftlings, wanderte ihre Mutter mit ihr in die USA aus, wo sie durch einen Hungerstreik ein Visum für Elina erwirkte.
Löwensohn studierte nach der Schule in New York Theater und spielte in mehreren erfolgreichen Produktionen, bis sie 1991 mit Hal Hartleys Kurzfilm Theory of Achievement zum Film kam. Es folgten Auftritte in Schindlers Liste (1993) und Die Weisheit der Krokodile (1998). Ihr bekanntester Film aus jüngerer Zeit ist Mathilde – Eine große Liebe (2004), in dem sie eine Nebenrolle spielt.

## Filmografie
- 1992: Simple Men
- 1993: Schindlers Liste (Schindler’s List)
- 1994: Amateur
- 1994: Nadja
- 1994: Wege der Liebe (My Antonia)
- 1997: Im Angesicht meiner Feinde (In the Presence of Mine Enemies) (Fernsehfilm)
- 1998: Die Weisheit der Krokodile (The Wisdom of Crocodiles)
- 1998: Dunkle Triebe (Sombre)
- 2003: Quicksand – Gefangen im Treibsand (Quicksand)
- 2004: Sex Traffic
- 2004: Mathilde – Eine große Liebe (Un long dimanche de fiançailles)
- 2005: Dark Water – Dunkle Wasser (Dark Water)
- 2006: Fay Grim
- 2009: Lourdes
- 2010: Vénus noire
- 2010: Teens Traum (Des rêves pour l’hiver)
- 2011: Das Leben gehört uns (La guerre est déclarée)
- 2015: Endlich frei (Peur de rien)
- 2016: Ein Jude als Exempel (Un juif pour l’exemple)
- 2016: Mein Engel (Mon ange)
- 2016: Das Mädchen ohne Hände (La jeune fille sans mains)
- 2017: Leichen unter brennender Sonne (Laissez bronzer les cadavres)
- 2018: Die Erscheinung (L’apparition)
- 2018: Messer im Herz (Un couteau dans le cœur)
- 2019: Simple Women
- 2021: Paradis sale
- 2023: The Beast (La Bête)